# Femmes leaders religieuses au Sénégal

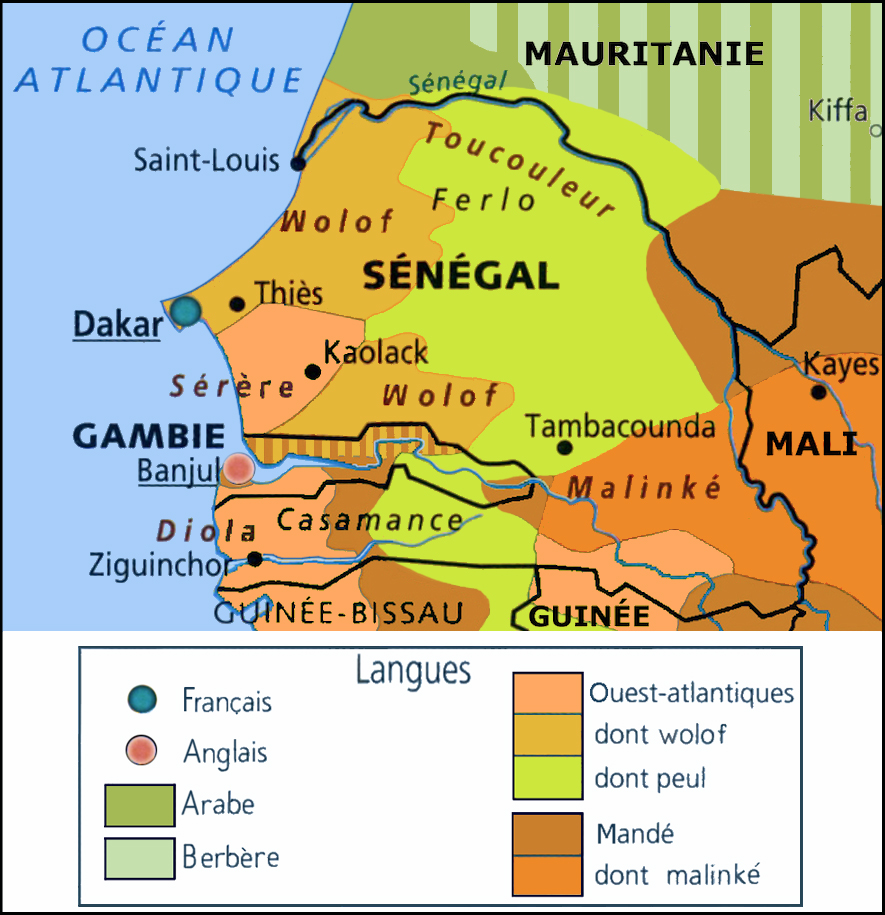
Carte du Sénégal

Les femmes leaders religieuses au Sénégal, femmes qui exercent une influence spirituelle, sociale dans un cadre religieux. Elles jouent un rôle actif dans la transmission de la foi par une prédominance masculine dans les sphères religieuses. Bien que le leadership religieux reste largement dominé par les hommes, plusieurs figures féminines ont émergé au sein des confréries soufies, des églises chrétiennes et des mouvements interconfessionnels, contribuant à reconfigurer les rapports de genre dans l'espace religieux sénégalais. 

## Contexte religieux et social
Le Sénégal est un pays laïc à majorité musulmane, avec une minorité chrétienne significative, principalement catholique ainsi que les pratiques religieuses traditionnelles. Les confréries soufies (Tidjane, Mouride, Khadre, Layène) y occupent une place centrale dans l'organisation religieuse et sociale. Historiquement, les femmes ont été marginalisées dans les sphères officielles de pouvoir religieux. Elles ont toujours exercé un rôle actif dans la transmission des valeurs spirituelles au sein des familles et des communauté. 
Les évolutions sociales, les progrès en matière d'éducation des filles et les engagements en faveur de l'égalité de genre ont permis l'émergence d'un nouveau profil de femmes leaders religieuses, capables de figurer foi, érudition et action publique.

## Rôle des femmes dans les régions au Sénégal
Dans l'islam sénégalais, les femmes enseignent le Coran, dirigent des associations religieuses féminines et organisent des évènements spirituels appelés. Dans les églises chrétiennes, des femmes dirigent des mouvements comme les groupes de prières ou  les œuvres sociales. 
Dans les religions traditionnelles africaines, certaines femmes sont reconnues comme prêtresses guérisseuses ou médiatrices spirituelles.

## Apparition des femmes leaders religieuses
Depuis des années 2000, on observe une émergence publique de femmes qui s'affichent comme guide spirituelles, enseignantes ou même imames dans certains cercles progressiste. Cette montée en visibilité est liée à plusieurs facteurs: l'accès accru des femmes à l'éducation religieuse, les changements sociaux et politiques et le soutien d'organisations internationales pour l'autonomisation des femmes. 

## Quelques figures notables
- Sokhna Aïda Diallo est veuve du guide mouride Cheikh Bétthio Thioune. Elle revendique un statut de guide spirituel au sein du mouvement thiantacoune[6].
- Sœur Marie Bernard Sagna est une religieuse catholique. Elle active dans l'éducation des filles et fait la promotion du dialogue interreligieux.
- Khady Fall Tall: militante et intellectuelle musulmane, impliquée dans la réflexion sur le rôle des femmes dans l'islam africain.

## Initiative, mouvements et associations
- Réseau des leaders religieuses pour la paix : créé pour promouvoir le dialogue interreligieux, la  paix et le leadership féminin dans les communautés[7].
- Cadre des femmes religieuses pour la paix: initiative soutenue par des ONG comme ONU Femmes, visant à renforcer la participation des femmes dans la prévention des conflits et la cohésion sociale.

## Défis et perspectives
Malgré leur influence, les femmes leaders religieuses font face à des résistances, notamment dans les milieux conservateurs. L'absence de reconnaissance institutionnelle, les stéréotypes de genre et les limites d'accès aux instances de pouvoir religieux sont autant de défis. Les efforts pour intégrer le genre dans les questions religieuses au Sénégal gagnent du terrain, notamment grâce à l'engagement des jeunes générations et des réseaux transnationaux.